# Christiane Lillio
Christiane Lillio (1951) è una modella francese, vincitrice del titolo di Miss Saint Etienne 1967 e Miss Francia 1968.
Fu eletta all'età di diciassette anni presso il casino d'Uriage, a Grenoble.